# Жан-Бертран Арістід
Жан-Бертран Арісті́д (гаїт. креол. Jan Bètran Aristid, фр. Jean-Bertrand Aristide; нар. 15 липня 1953) — гаїтянський державний та політичний діяч, президент країни у 1991, 1994–1996 та 2001–2004 роках.

## Життєпис
Навчався у школі Святого Джованні Боско в Порт-о-Пренсі. 1974 року закінчив семінарію Нотр-Дам у столиці, до 1979 вивчав філософію в Державному університеті Гаїті. Потім вивчав теологію в Італії, Ізраїлі, Домініканській Республіці, Великій Британії та Канаді. 1983 повернувся на батьківщину, де отримав сан священика та невеличку парафію в Порт-о-Пренсі. Долучився до радикального руху гаїтянських католиків, ордена салезіанів. У проповідях виступав з різкою критикою диктаторського режиму Жана-Клода Дювальє. 1984 брав участь у заворушеннях католицьких священиків, які протестували проти режиму та був засланий до Монреаля. 1985 року повернувся та продовжив проповідувати. 1987 був вигнаний з ордена салезіанів за пропаганду класової боротьби, розпалювання ненависті та спонукання до насильства. 1988 року на нього було здійснено замах.
1990 року виграв президентські перегони, набравши 67 % голосів виборців. 7 лютого 1991 року відбулась його інавгурація.
Семимісячне правління відзначалось явним терором, включаючи відоме «надягання намиста» (надягання палаючої автомобільної шини на людину), для знищення політичних опонентів та використання натовпу для залякування парламенту й судових органів. Військовики виступили проти свого президента. Арістіду запропонували або піти у відставку, або постати перед судом за неодноразове порушення конституції. В присутності кількох послів іноземних держав Арістід вирішив піти у відставку й залишити Гаїті. 30 вересня 1991 року був усунутий від влади, втік до Венесуели, потім — до США. Після відмови хунти від влади під тиском Сполучених Штатів, які погрожували інтервенцією, 15 жовтня 1994 повернувся в Порт-о-Пренс як законно обраний президент. Після завершення терміну повноважень 1995 року відійшов від справ. 1996 року розірвав стосунки зі своєю партією, яка почала проводити неоліберальну політику. 2000 був знову обраний на пост президента, набравши, за офіційними даними, 92 % голосів.
2004 року опозиція, що мала більшість у Сенаті й Палаті депутатів, звинуватила його в корупції. 5 лютого 2004 року в країні почались антиурядові демонстрації та повстання, учасники яких вимагали відставки Арістіда. Повстанці зайняли всі крупні міста, окрім Порт-о-Пренса. 29 лютого 2004 Арістіда було схоплено солдатами американської армії та 1 березня 2004 він прибув до столиці ЦАР Бангі, де перебуває у вигнанні дотепер.

## Приватне життя
Окрім рідних гаїтянської креольської та французької знає іспанську, італійську, португальську, іврит та англійську. Пише музику, грає на гітарі, саксофоні, піаніно, кларнеті й барабані.
Одружений, має двох дітей.